# اكزافيه هوشتراسير
اكزافيه هوشتراسير (1 يوليو 1988 أونيكس سويسرا - ) هو لاعب كرة قدم سويسري، يلعب كلاعب وسط.

## روابط خارجية
- اكزافيه هوشتراسير على موقع الاتحاد الأوربي (الإنجليزية)
- اكزافيه هوشتراسير على موقع قاعدة بيانات كرة القدم.إي يو (الإنجليزية)
- اكزافيه هوشتراسير على موقع عالم كرة القدم.نت (الإنجليزية)
- اكزافيه هوشتراسير على موقع أوليمبيديا (الإنجليزية)